# Olands landsfiskalsdistrikt
Olands landsfiskalsdistrikt var 1918–1964 ett landsfiskalsdistrikt i Uppsala län, bildat när Sveriges indelning i landsfiskalsdistrikt trädde i kraft den 1 januari 1918, enligt beslut den 7 september 1917. Den 1 januari 1965 avskaffades i Sverige samtliga landsfiskaler och landsfiskalsdistrikt, och deras arbetsuppgifter delades upp på de nyskapade indelningarna polisdistrikt, åklagardistrikt och kronofogdedistrikt.
Landsfiskalsdistriktet låg under länsstyrelsen i Uppsala län.

## Ingående områden
När Sveriges nya indelning i landsfiskalsdistrikt trädde i kraft den 1 januari 1952 (enligt kungörelsen 1 juni 1951) ändrades distriktets omfattning.

### Från 1918
Olands härad:
- Alunda landskommun
- Ekeby landskommun
- Morkarla landskommun
- Skäfthammars landskommun
- Stavby landskommun
- Tuna landskommun

### Från 1 januari 1952
- Dannemora landskommun
- Olands landskommun